# Coelogyne elmeri
Coelogyne elmeri är en orkidéart som beskrevs av Oakes Ames.
Coelogyne elmeri ingår i släktet Coelogyne och familjen orkidéer. Artens utbredningsområde är Filippinerna. Inga underarter finns listade i Catalogue of Life.